# Tove Dyrhauge
Tove Dyrhauge (* 18. Juli 1920 in Frederiksberg; † 17. Juni 2000 in Kopenhagen) war eine dänische Theaterschauspielerin.

## Leben
Tove Dyrhauge war die einzige Tochter von Poul Dyrhauge (1886–1952) und Christine Ingeborg Nielsen († 1958). Sie wuchs in Frederiksberg auf. Nach dem Schulabschluss absolvierte sie ihre Schauspielausbildung von 1938 bis 1941 an der Staatlichen Theaterschule in Kopenhagen. Ihr Bühnendebüt als Darstellerin hatte sie im Jahr 1941 am Dagmarteatret. Im Laufe ihrer Karriere stand sie in zahlreichen Theaterstücken, Kabarett-Programmen, Varieté-Shows und Musicals auf der Bühne. Sie spielte auch am Folketeatret, Aarhus Teater, Odense Teater, Aalborg-Theater, Svendborg-Sommertheater, am Regionaltheater in Kolding und war langjähriges Ensemblemitglied am Königlichen Theater Kopenhagen.
Tove Dyrhauge war ab dem 14. November 1945 bis zu seinem Tod mit dem Schauspieler Asbjørn Andersen verheiratet. Aus der Ehe ging die Tochter Ulla Andersen hervor, welche ebenfalls Schauspielerin wurde. Ihr Schwiegersohn war der Schauspieler Ole Søltoft.
Tove Dyrhauge starb am 17. Juni 2000 im Alter von 79 Jahren in Kopenhagen. Sie wurde auf dem Bispebjerg-Kirkegard beigesetzt.